# Adalaria
Adalaria Bergh, 1878 è un genere di molluschi nudibranchi della famiglia Onchidorididae.

## Tassonomia
Il genere comprende le seguenti specie:
- Adalaria loveni (Alder & Hancock, 1862)
- Adalaria olgae Martynov, Korshunova, Sanamyan & Sanamyan, 2009
- Adalaria proxima (Alder & Hancock, 1854)
- Adalaria rossica Martynov & Korshunova, 2017
- Adalaria slavi Martynov, Korshunova, Sanamyan & Sanamyan, 2009
- Adalaria tschuktschica Krause, 1885
- Adalaria ultima Martynov & Korshunova, 2017